# Jean Daumery
Jean Daumery, accreditato anche come John Daumery (Bruxelles, 1898 – Losanna, 1934), è stato un regista belga.
Poiché lavorò molto nel mondo anglosassone, era noto anche come John Daumery. Era figlio dell'attrice Carrie Daumery. Le cause della sua morte prematura sono sconosciute.

## Filmografia (parziale)
- The Little Snob (1928)
- Rough Waters (1930)
- Help Yourself (1932)
- Naughty Cinderella (1933)
- Little Miss Nobody (1933)
- The Acting Business (1933)
- Meet My Sister (1933)
- Head of the Family (1933)
- Over the Garden Wall (1934)